# 人權護衛者
人權護衛者（英語：Human Rights Defenders），或譯人权维护者，揭露人權受政府侵犯的行為，並為受害者爭取權益發起社會運動，联合国則有《人权维护者宣言》指出，「人人有责任增进和保护人权」；及第29号《概况介绍》鼓励更多的人成为人权维护者。
人權護衛者相信人生而有平等的權利，並堅持採取和平的行動方式來增进和保护人权。欧盟有實踐关于人权维护者的指导方针，亦為整體欧盟人权机构在實踐《巴黎原则》的作法之一。

## 定義
1998年12月9日聯合國通過了人權維護者的宣言中將每一個「透過和平方式支援和保護人權的人」定義為人權維護者。
2000年，聯合國人權委員會設立了人權維護者處境問題特別報告員。
根據國際特赦組織的定義，人權護衛者包括「揭露侵犯人權事件的記者、推動人權教育的社區工作者、爭取工人權利的工會成員、致力於促進生育權利的婦女、關切經濟發展衝擊原住民土地權利的環保人士」，這些個人、群體或組織，通過和平、非暴力手段來「揭露侵犯人權的行為、讓侵犯人權的行為受到公眾審查、施加壓力，追究責任、培力個人或社群，使他們能為自己主張基本人權」。

## 對人权维护者的具体保护
联合国大会第A/RES/53/144决议通过了《人权维护者宣言》中的向人权维护者提供了具体的保护，包括以下权利：
- 在国家和国际各级争取保护和实现人权；
- 单独地和与他人一起展开人权工作；
- 成立社团和非政府组织；
- 和平聚会或集会；
- 索取、获得、接受并保存人权资料；
- 发展和讨论新的人权思想和原则，并鼓吹这些思想和原则；
- 向政府机构、机关和负责公共事务的组织提出批评和建议，以便改进其运作，提醒人们注意其工作中可能妨碍实现人权的任何方面；
- 对关于人权的官方政策和行为提出申诉，并让有关当局审查这些申诉；
- 为维护人权给予并提供具有专业水准的法律援助或其他咨询和援助；
- 出席公开听讯、诉讼和审判，以便确定是否符合国内法律和国际人权义务；
- 不受阻挠地同非政府组织和政府间组织联系和通信；
- 援引有效的补救措施；
- 合法从事人权维护者的职业或专业；
- 在以和平手段抵制或反对导致侵犯人权行为的国家行为或不作为时，受到国家法律的有效保护；
- 为了保护人权的目的，征集、接受和使用资源（包括接受国外的资金）。

## 外部連結
- 人權維護者宣言 （页面存档备份，存于）